# Juliana Campos
Juliana de Menis Campos (* 17. Oktober 1996 in São Caetano do Sul) ist eine brasilianische Stabhochspringerin. 2023 wurde sie in dieser Disziplin Südamerikameisterin.

## Sportliche Laufbahn
Erste internationale Erfahrungen sammelte Juliana Campos 2012 bei den Jugendsüdamerikameisterschaften in Mendoza, bei denen sie mit übersprungenen 3,45 m die Bronzemedaille gewann. Im Jahr darauf schied sie bei den Jugendweltmeisterschaften in Donezk mit 3,55 m in der Qualifikation aus, ehe sie bei den Juniorensüdamerikameisterschaften in Resistencia mit 3,60 m die Bronzemedaille gewann. 2014 gewann sie bei den U23-Südamerikameisterschaften in Montevideo mit 3,70 m die Silbermedaille und 2015 gewann sie bei den Juniorensüdamerikameisterschaften in Cuenca mit 3,90 m die Silbermedaille und bei den Panamerikanischen Juniorenmeisterschaften in Edmonton mit 4,00 m die Bronzemedaille. Im Jahr darauf siegte sie bei den U23-Südamerikameisterschaften in Lima mit 3,90 m und 2017 gewann sie bei den Südamerikaspielen in Cochabamba mit 4,20 m die Silbermedaille hinter der Venezolanerin Robeilys Peinado. Anschließend siegte sie mit 4,40 m bei den Ibero-amerikanischen Meisterschaften in Trujillo und bei den U23-Südamerikameisterschaften in Cuenca ebenfalls mit 4,40 m.
2019 gewann sie bei den Südamerikameisterschaften in Lima mit übersprungenen 3,91 m die Bronzemedaille hinter Peinado und der Kolumbianerin Stefany Castillo. Daraufhin wurde sie bei der Sommer-Universiade in Neapel mit 4,31 m Fünfte. Anschließend nahm sie erstmals an den Panamerikanischen Spielen in Lima teil und belegte dort mit 4,10 m den achten Platz. Im Jahr darauf gewann sie bei den erstmals ausgetragenen Hallensüdamerikameisterschaften in Cochabamba mit 3,80 m die Silbermedaille hinter der Peruanerin Nicole Hein. 2021 wurde sie bei den Südamerikameisterschaften in Guayaquil mit 3,70 m Achte und im Jahr darauf gewann sie bei den Hallensüdamerikameisterschaften mit 3,80 m die Bronzemedaille hinter ihrer Landsfrau Isabel de Quadros und Alejandra Arévalo aus Peru. Im Mai gewann sie bei den Ibero-Amerikanischen Meisterschaften in La Nucia mit 4,30 m die Silbermedaille hinter der Spanierin Monica Clemente und im Oktober sicherte sie sich bei den Südamerikaspielen in Asunción mit 4,20 m die Silbermedaille hinter der Venezolanerin Robeilys Peinado. 2023 siegte sie mit 4,60 m bei den Südamerikameisterschaften in São Paulo, ehe sie bei den Weltmeisterschaften in Budapest mit 4,50 m in der Qualifikationsrunde ausschied. Im November gelangte sie bei den Panamerikanischen Spielen in Santiago de Chile mit 4,35 m Vierte. Im Jahr darauf schied sie bei den Olympischen Sommerspielen in Paris mit 4,40 m in der Vorrunde aus.
2025 siegte sie mit einer Höhe von 4,30 m bei den Südamerikameisterschaften in Mar del Plata.
In den Jahren von 2017 bis 2023 wurde Campos brasilianische Meisterin im Stabhochsprung.